# Borznà
Borznà (en ucraïnès: Борзна, pronunciat [borzˈnɑ]), també coneguda com a Borsna, és una ciutat històrica del nord d'Ucraïna, al raion de Nijin de l'oblast de Txerníhiv. Acull l'administració de la hromada urbana de Borznà, una de les hromades d'Ucraïna. Població: 9.632 (2021).

## Ubicació

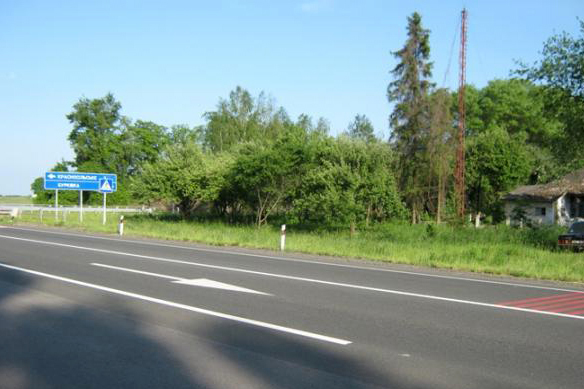
Carretera internacional E101 prop de Borznà

Borznà es troba a la vora del Desnà, al costat d'una carretera internacional que connecta Kíiv i Moscou (E101). Txerníhiv és a uns 100 km. Borznà no té ferrocarril (les estacions de tren més properes són Doch amb rutes nord-sud i Pliski amb rutes oest-est.
La ciutat deriva el seu nom del riu on es troba, afluent del Desnà.

## Clima
Borznà té un clima continental humit (Koppen Dfb). Els mesos més càlids són juny, juliol i agost, amb temperatures mitjanes de 19 °C. Els més freds són desembre, gener i febrer, amb temperatures mitjanes de -7 °C. La temperatura més alta registrada mai a la ciutat va ser de 41,3 °C el juliol de 2010. La temperatura més freda maig registrada a la ciutat va ser -35,9 °C el gener de 1987. La coberta de neu acostuma a estar des de mitjans de novembre fins a finals de març, amb un període sense gelades de 180 dies de mitjana, però els darrers anys superant els 200 dies.

## Història
Les evidències d'assentaments a l'àrea de l'actual Borznà es remunten a l'època neolítica, amb restes de l'edat del bronze i també escites. Segons alguns escriptors moderns, la fortalesa més antiga (segles VIII-XIII) hauria estat destruïda pel Batu Khan el 1239.
Borznà era coneguda durant el segle XVI com a selixtxe, una comunitat agrícola. Com a Borznà, es va fundar el 1633. La zona havia format part de la Mancomunitat polonesa-lituània (al Voivodat de Kijów de la Corona de Polònia) des d'abans de la Unió de Lublin. El control de la ciutat va ser arrabassat a la Commonwealth durant l'aixecament de Khmelnitski, després del qual els nadius de Rutènia van obtenir un cert grau d'autonomia sota l'hetman Bohdan Khmelnitski i el seu estat cosac. El 1648, Borznà es va transformar en un centre regional cosac (Regiment de Borznà), i després, el 1650 - sòtnia del Regiment de Nijin. Ivan Korsak, el sòtnik (со́тник; cap de grup de cent cosacs voisko) de la ciutat de Borznà va rebre la noblesa l'1 d'octubre de 1684.

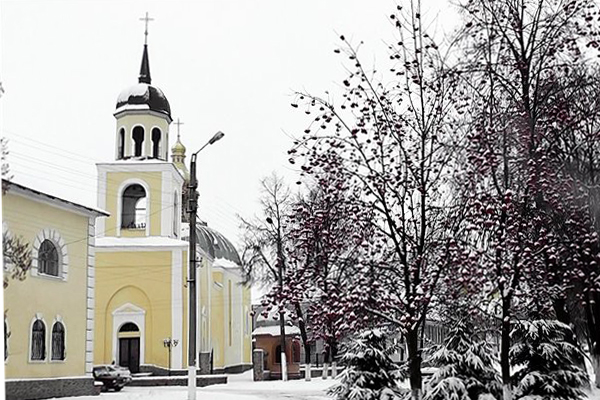
Església de Sant Nicolau a Borznà.
Construït a mitjans del segle XIX

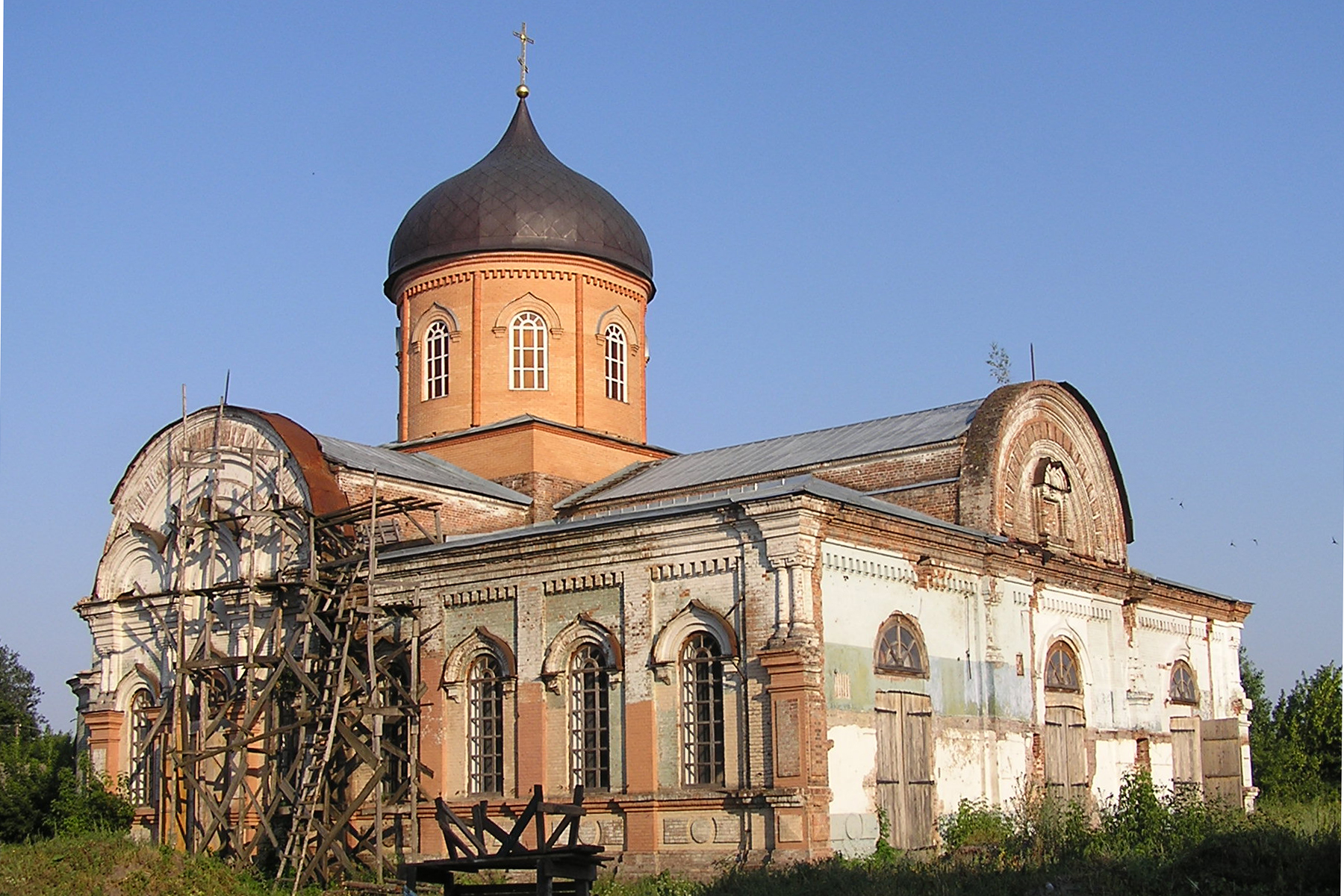
Església de la Nativitat a Borznà.
Construït a finals del segle XIX

El 1634 a Borznà se li van concedir els drets de Magdeburg.
Després de 1654, la ciutat va passar a formar part del Tsarat Rus i es va convertir en una ciutat de comtat de la governació de Txernigov el 1782, adoptant l'emblema del període rus.
El 1748, vivien a la ciutat de Borznà 240 famílies de cosacs i 180 famílies de pagesos. Segons el cens de 1859 hi havia una població total de 8.453 a la ciutat de Borznà.
Per la seva distància amb el ferrocarril (14 km), no ha crescut (1897 població, 8.582). Des de 1923 Borznà és el centre administratiu del raion de Borznianski.
Durant la Segona Guerra Mundial, la ciutat va ser ocupada per l'Alemanya nazi des de l'11 de setembre de 1941 fins al 7 de setembre de 1943. El 18 de gener de 1942, els alemanys, amb el suport de la policia ucraïnesa, van reunir tots els jueus locals que van poder trobar i els van massacrar a Xapovàlovka. 126 persones van ser assassinades, 179 traslladades a Alemanya.
El 26 d'agost de 1966, Borznà va ser passada a la categoria de ciutat de subordinació de districte.
Fins al 18 de juliol de 2020, Borznà va ser el centre administratiu del raion de Borznà. El raion va ser abolit el juliol de 2020 com a part de la reforma administrativa d'Ucraïna, que va reduir el nombre de raions de l'oblast de Txerníhiv a cinc. L'àrea de Borznà es va fusionar amb Nijin.

## Avui dia
Tot i que la ciutat viu de les vastes terres de conreu que l'envolten, també té una fàbrica de metall i xips electrònics, una fàbrica de maons, una fàbrica de processament de fusta i una indústria alimentària. Entre les seves institucions educatives, hi ha un Institut de Tècnica en Agricultura, el gimnàs Panteleimon Kulish i l'escola secundària Khristina Altxevska, així com una escola de música.
Borznà té una sala de concerts (la Casa de la Cultura), el Museu d'Oleksandr Saienko (un artista original que, tot i ser sord i mut, va guanyar protagonisme inventant la seva pròpia tècnica de crear quadres amb palla), Museu d'Història i un centre històric. Complex memorial Hannina Pustin (que commemora una famosa escriptora i activista ucraïnesa del segle xix Panteleimon Kulish i una escriptora de vida camperola Hanna Barvinok) que es troba a deu minuts amb cotxe al poble proper de Motronivka.
El diari local Visti Borznyanshchyny es publica dues vegades per setmana. La comunitat local també opera una emissora de ràdio que produeix regularment programes sobre esdeveniments locals.

## Persones notables
- Panteleimon Kulish — escriptor, crític, poeta, folklorista i traductor
- Semen Paliy - Polkovnyk cosac ucraïnès (coronel)
- Ivan Pliuixx — Polític ucraïnès i antic president de la Rada Suprema (parlament ucraïnès)
- Pawło Połubotok — Hetman en funcions de l'era cosaca d'Ucraïna
- Ivan Khartxenko - Heroi de la Unió Soviètica, premiat per les batalles de la Segona Guerra Mundial, nascut al poble Komarivka de l'actual raion Borznianski
- Ivan Korsak - Sòtnik cosac 1684

## Galeria

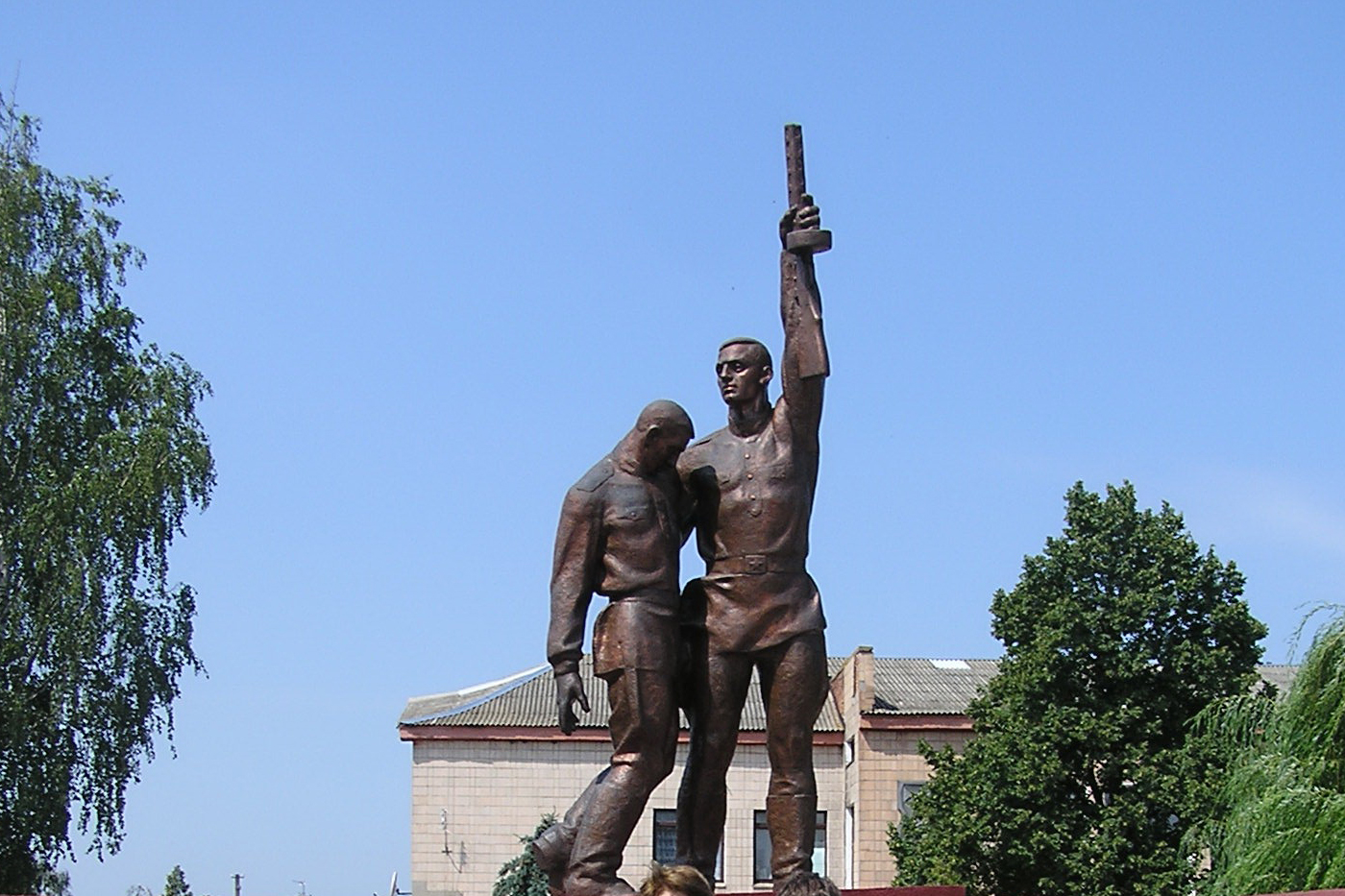
Monument als paisans perduts
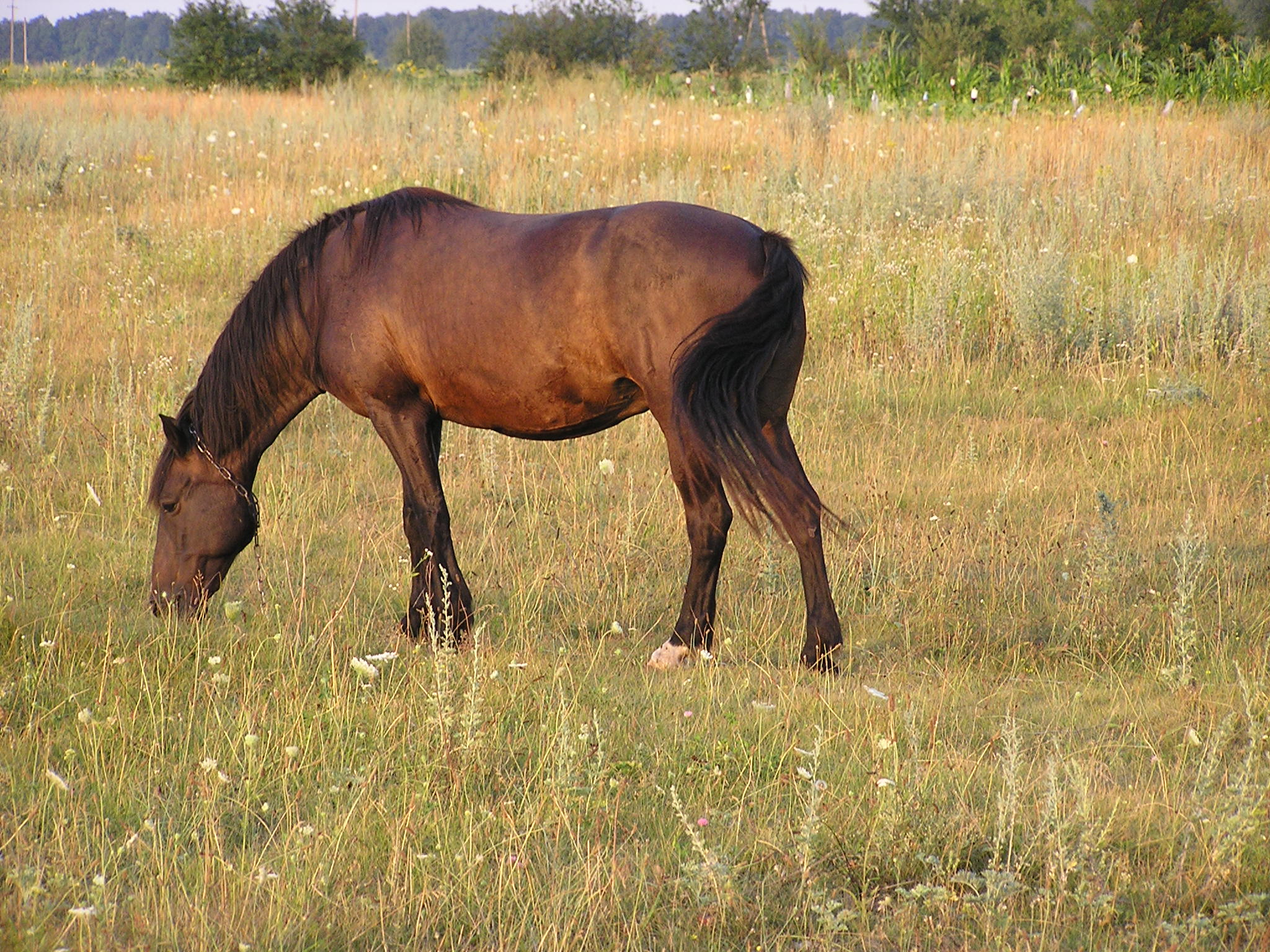
Prats prop de la Borznà
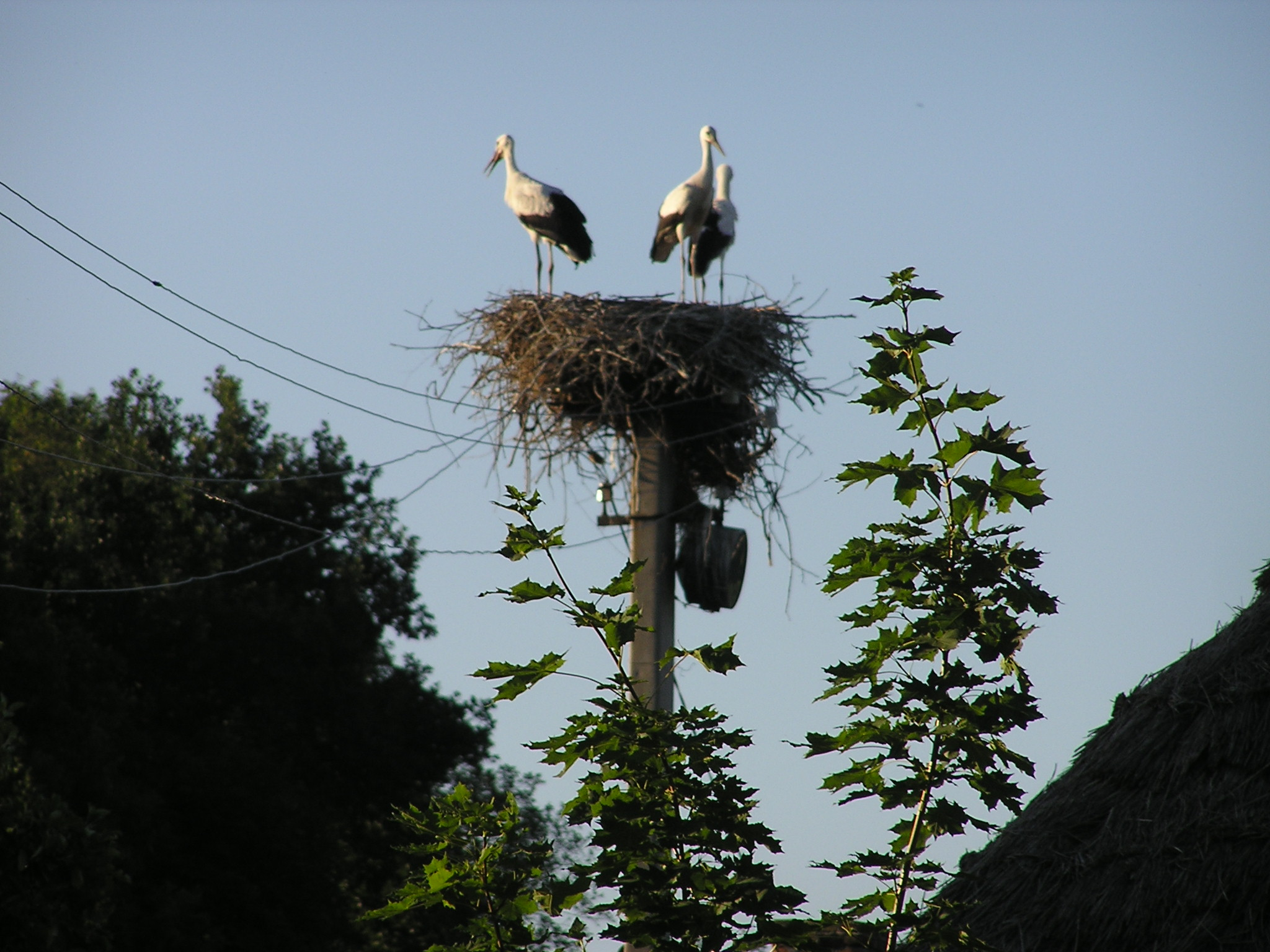
El niu de la cigonya, Borznà
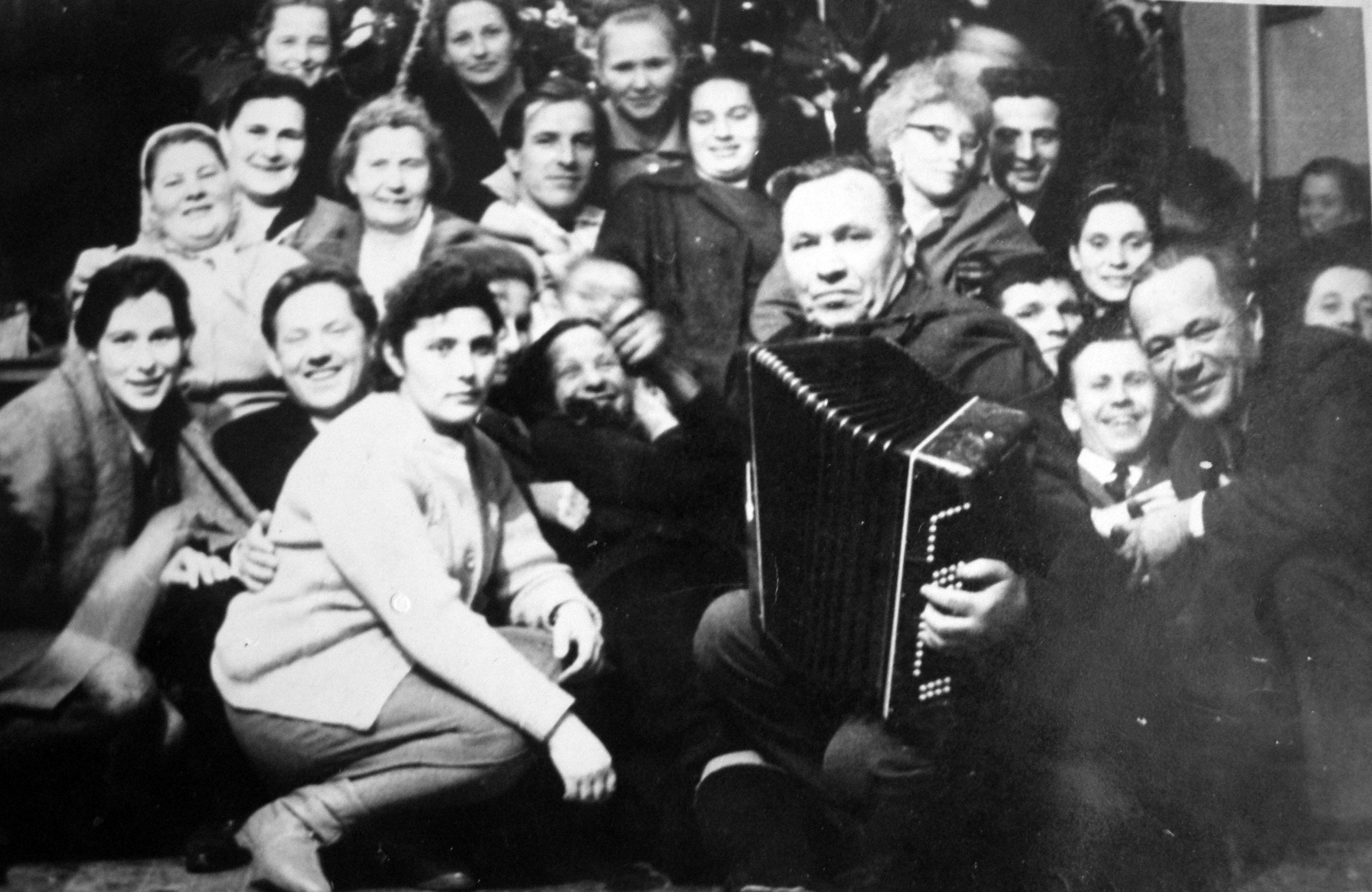
Cap d'any. 1967
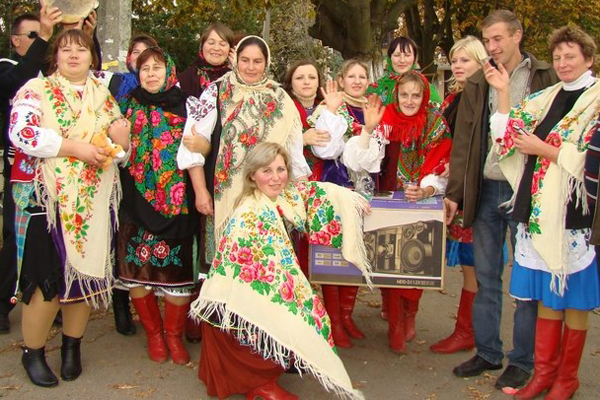
Fira de Pokrovski a Borznà
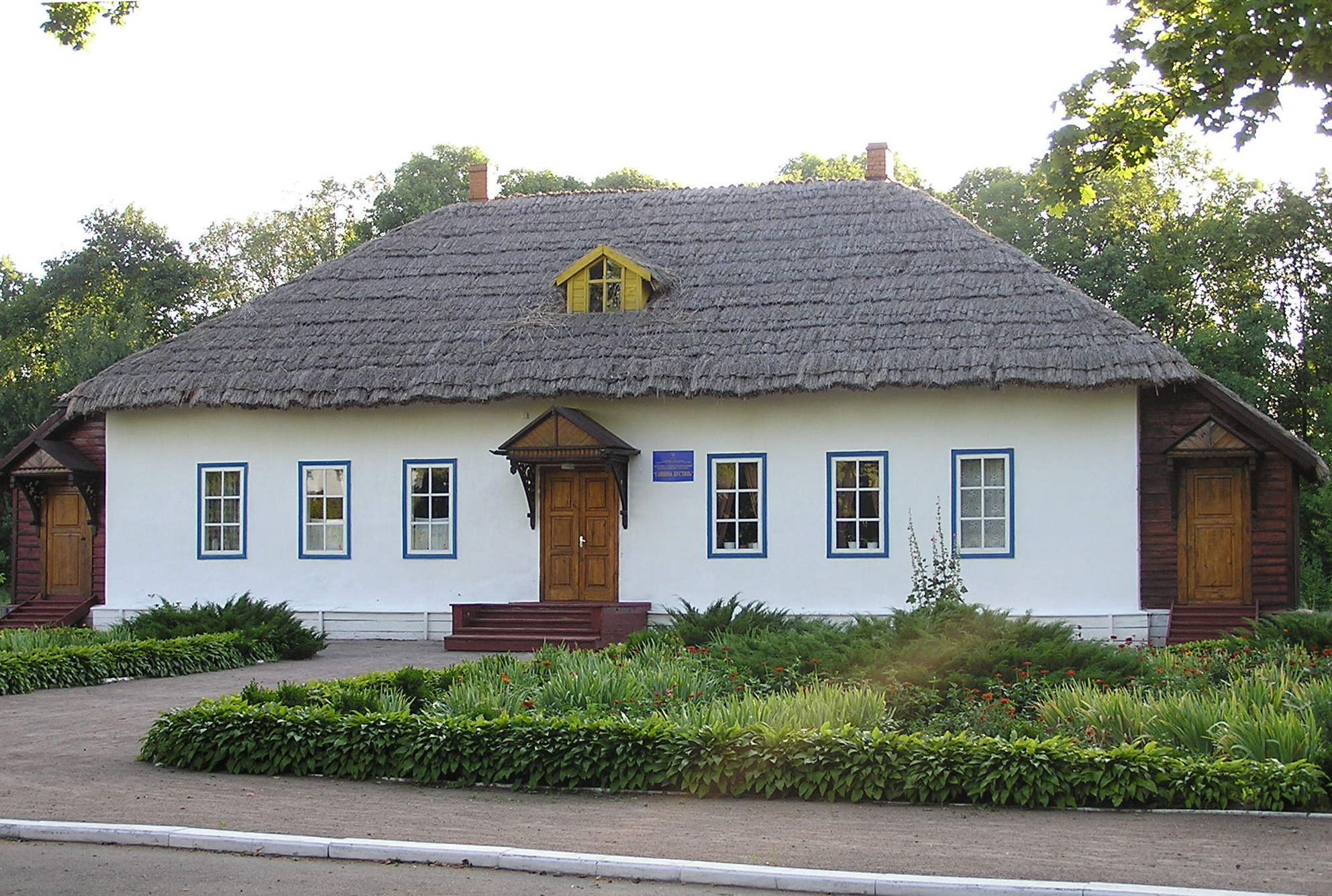
Complex de memòria històrica Hannina Pustin